# Erlend Bjøntegaard
Erlend Øvereng Bjøntegaard, né le 30 juillet 1990 à Kongsberg, est un biathlète norvégien. Il remporte cinq titres européens, dont celui du sprint en 2022 et 2023 et compte trois podiums individuels en Coupe du monde.

## Carrière
Licencié au club IL Bevern, il est récompensé à plusieurs reprises chez les jeunes, gagnant trois médailles aux Championnats du monde de la catégorie, avec la médaille d'argent en relais en 2008, du sprint en 2019 et la médaille d'or de la poursuite en 2009. Aux Championnats du monde junior 2011, à Nové Město, il décroche la médaille de bronze en relais.
Vainqueur de sa première épreuve en IBU Cup en 2012 à Altenberg, il fait ses débuts en Coupe du monde en novembre 2012 à Östersund, obtenant directement son premier podium dans le relais mixte puis se classant 7e de l'individuel. Il remporte sa première victoire en relais en 2015 à Ruhpolding. Lors de l'hiver 2015-2016, il réalise trois top dix en Coupe du monde, dont une cinquième place à Presque Isle, où il fait aussi partie du relais norvégien gagnant. Au sein d'une équipe de Norvège très dense, il obtient son premier ticket pour les Mondiaux 2016, qui ont lieu à Oslo.
En prologue de la saison 2017-2018, il se distingue en remportant la mass-start à Sjusjøen, l'une des courses qui sert de préparation pour la Coupe du monde.
Le 20 janvier 2018, sur la mass start d'Antholz-Anterselva, il obtient son premier podium en Coupe du monde en terminant à la troisième place derrière son compatriote Tarjei Bø et le vainqueur Martin Fourcade. Aux Jeux olympiques de Pyeongchang, il est présent dans le top dix sur les trois épreuves individuelles qu'il dispute, avec une cinquième place au sprint comme meilleur résultat. Il finit l'hiver par une deuxième place à la mass start de Tioumen, derrière Maksim Tsvetkov.
En 2018-2019, il se classe deuxième du sprint d'Antholz et gagne avec l'équipe norvégienne le relais de Canmore.
De manière globale, son meilleur bilan en Coupe du monde a été obtenu lors de la saison 2019-2020 : il figure notamment dans les trois premiers relais victorieux de l'hiver et totalise huit résultats dans le top en individuel (mais aucun podium) qui lui permettent d'obtenir la douzième place du classement général final.
Aux Championnats d'Europe 2021, à Duszniki-Zdrój, il s'empare de la médaille d'argent sur l'individuel, derrière Andrejs Rastorgujevs, ainsi que la médaille d'or au relais mixte.
Écarté du groupe A norvégien pour la Coupe du monde 2021-2022, il participe à seulement deux étapes et est privé de Jeux olympiques. Il s'illustre alors à l'échelon inférieur, devenant champion d'Europe 2022 du sprint et du relais mixte à Arber puis remportant le classement général de l'IBU Cup 2021-2022.
Il commence la saison 2022-2023 en Coupe du monde, participant à la première étape de Kontiolahti grâce à sa victoire au général de l'IBU Cup (quota personnel), et, malgré une 10e sur l'individuel, les portes de l'équipe première de Norvège lui sont ensuite fermées pour le reste de l'hiver. Il participe alors à l'étape d'IBU Cup de Ridnaun avant Noël, terminant deuxième de la mass-start 60. Il effectue sa dernière apparition sur le circuit international à la fin du mois de janvier, la seule en 2023, pour disputer les Championnats d'Europe à Lenzerheide en Suisse. Il y défend ses titres européens du sprint et du relais mixte avec succès et remporte en plus la médaille d'argent de la poursuite. Il prend sa retraite sportive à l'issue de la saison.

## Palmarès

### Jeux olympiques
| Épreuve / Édition                | Individuel | Sprint | Poursuite | Départ en masse | Relais | Relais mixte |
| Jeux olympiques 2018 Pyeongchang | —          | 5e     | 9e        | 7e              | —      | —            |

### Championnats du monde
| Épreuve / Édition                | Individuel | Sprint | Poursuite | Départ en masse | Relais | Relais mixte | Relais mixte simple              |
| Mondiaux 2016 Oslo               | —          | 69e    | —         | —               | —      | —            | Épreuve inexistante à cette date |
| Mondiaux 2019 Östersund          | 64e        | 7e     | 15e       | 22e             | —      | —            | —                                |
| Mondiaux 2020 Antholz-Anterselva | -          | 35e    | 15e       | -               | -      | —            | -                                |

### Coupe du monde
- Meilleur classement général : 12e en 2020.
- 14 podiums :
  - 3 podiums individuels : 2 deuxièmes places et 1 troisième place.
  - 10 podiums en relais : 7 victoires, 2 deuxièmes places et 1 troisième place.
  - 1 podium en relais mixte : 1 deuxième place.

 Dernière mise à jour le 18 janvier 2020 

#### Classements en Coupe du monde
| Saison    | Classement général final | Individuel | Sprint | Poursuite | Mass start |
| 2012-2013 | 51e                      | 11e        | 55e    | 69e       |            |
| 2013-2014 | 63e                      | nc         | 70e    | 52e       |            |
| 2014-2015 | 45e                      | 67e        | 41e    | 50e       | 35e        |
| 2015-2016 | 44e                      | 30e        | 47e    | 43e       | 46e        |
| 2016-2017 | 40e                      | nc         | 35e    | 41e       | 39e        |
| 2017-2018 | 26e                      | 36e        | 40e    | 24e       | 9e         |
| 2018-2019 | 16e                      | 37e        | 14e    | 16e       | 17e        |
| 2019-2020 | 12e                      | 29e        | 14e    | 10e       | 12e        |
| 2020-2021 | 31e                      | 11e        | 30e    | 47e       | 24e        |
| 2021-2022 | 48e                      |            | 47e    | 51e       | 36e        |
| 2022-2023 | 65e                      | 33e        | nc     |           |            |

### Championnats d'Europe
- Médaille d'or du sprint en 2023.
- Médaille d'or du sprint en 2022.
- Médaille d'or du relais mixte en 2023.
- Médaille d'or du relais mixte en 2022.
- Médaille d'or du relais mixte en 2021.
- Médaille d'argent de l'individuel en 2021.
- Médaille d'argent de la poursuite en 2023.
- Médaille d'argent du relais mixte en 2017.
- Médaille d'argent du relais en 2014.

### Championnats du monde juniors
- Médaille d'or de la poursuite en 2009 (jeunes)
- Médaille d'argent du sprint en 2009 (jeunes)
- Médaille d'argent du relais en 2008 (jeunes)
- Médaille de bronze du relais en 2011 (juniors)

### IBU Cup
- Vainqueur du classement général de l'IBU Cup en 2022.

En comptant les podiums obtenus aux Championnats d'Europe selon l'IBU :
- 16 podiums individuels, dont 6 victoires.